# Man or Astro-man?
Man or Astro-man? es una banda de surf rock formada en 1992 en Auburn, Alabama. Sus miembros argumentaban ser seres extraterrestres cuya nave se impactó contra la Tierra, así que decidieron formar una banda para poder infiltrarse entre los humanos.
Principalmente instrumentales, sus canciones eran una mezcla de surf clásico con sonidos rock y punk, todo dentro de una atmósfera de ciencia ficción claramente reflejada en el concepto de la banda. Además era muy común el uso de fragmentos de audio (samplers) tomados de viejas películas y series televisivas de ficción. Sus presentaciones en vivo se caracterizaban por el alto grado de energía que mostraban los integrantes al tocar, vestimentas similares a las de los astronautas, escenografías extravagantes, proyecciones en video de imágenes de ciencia ficción y el uso de aparatos como Bobinas de Tesla y theremins en el escenario.

## Historia
Man or Astro-man? comenzó tocando en pequeños eventos en su ciudad natal y algunas otras del estado de Alabama. En un principio su sonido estaba más enfocado al surf clásico de los años 60, teniendo como influencias principales a Dick Dale, Link Wray, The Ventures y The Marketts, entre otros. El concepto visual de la banda estaba inspirado en películas de ciencia ficción sobre el futuro y seres del espacio, así como en otras bandas que presentaban conceptos similares, como Devo y Kraftwerk.
En 1993 firmaron contrato con la compañía discográfica Estrus records y ese mismo año lanzaron su primer álbum titulado "Is it man or astro-man?". Para ese entonces ya tenían presentaciones en vivo más frecuentemente y compartían escenario con otras bandas importantes de la época como The Phantom Surfers y The Mummies. En los siguientes años lanzaron algunos álbumes más con Estrus records, entre ellos "Destroy all astromen" (1994) y "Project infinity" (1995). Los álbumes de la banda además se hicieron famosos por el llamativo trabajo de arte que tenían presentando robots, extraterrestres y escenas del espacio en sus portadas, y algunos de ellos incluso fueron lanzados en formato LP en vinil de diferentes colores, lo que los hacía aún más atractivos.
Después de varios problemas con Estrus records para poder lanzar sus discos en Europa, la banda se cambió a la disquera Touch & Go records. El disco debut con Touch & Go fue "Experiment Zero" (1996), en el cual se notaba una clara evolución en el sonido respecto a discos anteriores. La grabación de este álbum fue realizado en tan solo 3 días en el estudio Zero Return (propiedad de la banda) por Steve Albini, importante productor de bandas de rock en la década de los 90's. Entre el lanzamiento de cada álbum la banda se dedicaba de tiempo completo a dar presentaciones en vivo por todo Estados Unidos y en el extranjero, principalmente en Europa. Además lanzaron gran cantidad de sencillos y EP.
En 1997 salió a la venta "Made from Technetium", un álbum que dividió la opinión de sus seguidores ya que el sonido de la banda era muy diferente al que tenían en un principio, haciéndose más obscuro y más cercano al rock que al surf que los caracterizaba. Un año después Star Crunch anunció por medio de la lista de distribución de correo electrónico de la banda su separación oficial de Man or Astro-man? Aunque los motivos de dicha separación nunca fueron muy claros, se argumentó que se debía al nuevo proyecto de Star Crunch de iniciar su propia compañía discográfica, WARM Electronic recordings.
En 1999 después de la integración de Trace Reading y Proble Handler a la banda lanzaron el álbum "EEVIAC operational index and reference guide, including other modern computational devices". EEVIAC es un acrónimo de "Embedded Electronic Variably Integrated Astro Console", haciendo referencia de forma irónica a la ENIAC (primera computadora electrónica moderna). Dicho álbum suena aún más diferente respecto a los anteriores, esto debido a las influencias de los nuevos guitarristas. Fue grabado en Brasil en donde la banda fue todo un suceso gracias al impulso que le dio el canal MTV en Sudamérica.
En los siguientes años lanzaron algunos discos más, incluyendo un álbum nuevos ("A espectrum of infinite scale", 2000 ), así como un disco que se distribuía exclusivamente en sus presentaciones en vivo ("A espectrum of finite scale", 2000) y uno de remixes de canciones anteriores ("Beyond the black hole", 2001). Los últimos discos que lanzó la banda se caracterizan por un sonido mucho más abstracto y el uso continuo de sintetizadores.
Finalmente en el año 2001, después de terminar una extensa gira la banda decide tomar un descanso de manera indefinida, surgiendo rumores de una separación a pesar de que la banda nunca ha hecho ningún anuncio oficial sobre esto. En 2006, durante la celebración de los 25 años de la disquera Touch & Go records la alineación original de la banda se reunió después de ocho años de no haberse presentado en vivo. El concierto tuvo lugar el 9 de septiembre en Chicago, Illinois, duró aproximadamente 45 minutos y al final del mismo encendieron su tesla coil y Birdstuff regaló la mayoría de las piezas de su batería al público. Como preparación para este evento la banda se presentó el 6 de septiembre en el club Bottletree en Birmingham, Georgia. En ambos conciertos, además de los miembros originales también tocaron algunas canciones Trace Reading, Dr. Deleto y Captain Zeno.
En total Man or Astro-man? se presentó en 28 países alrededor del mundo y en 49 estados de su natal Estados Unidos. Participaron en 6 ocasiones distintas entre 1993 y 2001 en las sesiones para la BBC producidas por John Peel, lo que les dio una gran promoción en toda Europa. Además compusieron música para el programa televisivo "Mystery science theater 3000" y Star Crunch hizo el tema principal de la serie infantil "Jimmy Neutron". Desde 2006 Birdstuff se encarga de administrar el sitio oficial de la banda en MySpace en donde publica las nuevas noticias relacionadas con la banda.
En enero de 2010 se anuncia por medio de su sitio Myspace la reunión de la alineación original para ofrecer una serie de conciertos durante el mes de marzo. El primero de ellos tuvo lugar en el club Whirly Ball en Atlanta el día 5, y el 6 ofrecieron dos conciertos en el club Bottletree, donde originalmente solo se había programado uno, pero debido a la gran expectativa creada lo boletos se agotaron rápidamente y tuvieron que abrir otra fecha.

## Miembros
La alineación más conocida de la banda es:
- Star Crunch (Brian Causey) - Guitarra líder, vocal (ocasional)
- Coco the electronic monkey wizard (Robert del Bueno) - Bajo, sampler
- Birdstuff (Brian Teasley) - Batería

Durante su existencia la banda tuvo otros bajistas y guitarristas adicionales que los apoyaban en las grabaciones de estudio o en los actos en vivo, ellos eran Dr. Deleto & his invisible Vaportron, Dexter X man from planet Q y Captain Zeno. En 1998 Starcrunch se separó de la banda para iniciar su propio sello discográfico, y en su lugar entraron Trace Reading (Erich Hubner) y Blazar the proble handler (Richie Edelson) de forma permanente.
A pesar de que los nombres reales de los integrantes eran conocidos, ellos nunca los empleaban y siempre optaban por utilizar sus nombres clave. La mayoría de los integrantes de la banda han participado en algunas otras bandas como Servotron, The Humans, St. Vincent, The Causey Way y Supernova.

## Discografía

### Álbumes
- Is It... Man or Astroman? LP/CD (Estrus Records - 1993)
- Destroy all astromen LP/CD (Estrus Records - 1994)
- Project Infinity LP/CD (Estrus Records - 1995)
- Intravenous Television Continuum]] LP/CD (One Louder Records - 1996)
- Experiment Zero LP/CD (Touch & Go Records - 1996)
- Made from Technetium LP/CD (Touch & Go Records, 1997)
- EEVIAC Operational Index and Reference Guide, Including Other Modern Computational Devices LP/CD (Epitaph Europe and Touch & Go Records - 1999)
- A Spectrum of Infinite Scale 2x10"/CD (Epitaph Europe and Touch & Go Records - 2000)
- A Spectrum of Finite Scale (distribuido en las presentaciones en vivo) (Zerotec - 2001)
- Defcon 5...4...3...2...1 LP/CD (Communicating Vessels and Chunklet - 2013)

### Sencillos/EP
- Possession by Remote Control 7" (Homo Habilis records - 1992)
- Amazing Thrills! in 3-Dimension 7" (Estrus Records - 1993)
- Supersonic Toothbrush Helmet 7" (Lance Rock Records - 1993)
- Captain Holojoy's Space Diner 7" (Lucky Records - 1993)
- Mission into Chaos! 7" (One Louder Records - 1993)
- Man or Astro-man? vs. Europa 7" (Homo Habilis Records - 1993)
- Astro Launch 7" (Estrus Records - 1994)
- The Brains of the Cosmos 7" (Demolition Derby Records - 1994)
- Your Weight on the Moon 10"/CD EP (One Louder Records - 1994)
- Inside the Head of... Mr. Atom 7" (Estrus Records - 1994)
- Creature Feature (EP) (Kronophonic Records - 1994)
- Return to Chaos (EP)|Return to Chaos 7" (Homo Habilis and One Louder - 1995)
- Man or Astro-man? in Orbit 7" (Shake It Records - 1995)
- Postphonic Star Exploration 5" (Sympathy for the Record Industry - 1995)
- Needles in the Cosmic Haystack 7" (East Side Records - 1995)
- World Out of Mind! 7" (Estrus Records - 1995)
- "Espanto del Futuro" 7" (Fear and Loathin Records - 1995)
- Welcome to the Sonic Space Age 7" (Clawfist Records - 1995)
- Deluxe Men in Space 7"/CDS (Touch & Go Records and One Louder - 1996)
- The Sounds of Tomorrow 7" (Estrus Records - 1996)
- UFO's and the Men Who Fly Them! 7" (Drug Racer Records - 1996)
- 1000x 10"/CD EP (Touch & Go Records and One Louder - 1997)
- Inside the Head of John Peel Bootleg 2x7" (Astro-Fonic Records - 1997)
- Ex Machina (EP) 7" (Touch & Go Records - 1998)

### Compilaciones/Discos en vivo
- Live Transmissions from Uranus LP-picture disc/CD (One Louder Records - 1995),
- What Remains Inside a Black Hole LP/CD (Au-Go-Go Records - 1996)
- Beyond the Black Hole CD (Estrus Records - 2001)